# نهاوند
نَهاوَند مرکز شهرستان نهاوند در استان همدان است. شهر نهاوند از دوران ماقبل تاریخ به‌طور مداوم محل سکونت انسان بوده، و در دوران ساسانیان محل استقرار خاندان کارن بود. این شهر در زمان فتح ایران توسط مسلمانان، محل نبرد معروف نهاوند بود.

## نام
شهر نهاوند درطول تاریخ به نام‌های متعددی یاد شده است.
- نِهاوند(Nehāvand) از ۲۰۰۰ پیش از میلاد تا اکنون
- نیهاوند(Nihāwand.Nihāvand) از ۲۰۰۰ پیش از میلاد تا ۱۲۵۸میلادی
- لائودیسه(Laodicea.Laodikeia) از۳۳۰ پیش از میلاد تا ۶۴۰ میلادی
- نیفواندا (Niphaunda) از۳۳۰ پیش از میلاد تا ۶۴۰ میلادی[۱۵][۱۶]
- نِماوند (Nemavand) از۳۳۰ پیش از میلاد تا ۶۴۰ میلادی
- ماه بصره(Māh al-Ḅasra) از ۶۳۲ میلادی تا۷۵۰ میلادی

نه اِروند (Neh-ervend) یا نهار یوانی (Nehar Youani): در کتاب جغرافیای تلمود نوشته نویبائر آمده است که در ماد قدیم شهری به نام نهار یوانی وجود داشت که همان نِهاوند است نویبائر توضیح می‌دهد :یک پزشک شهرهای ماد (یا هارا-Hara) را با نهاوند در جنوب همدان، در کنار رودخانه معروف الوند (El-Wend) شناسایی کرده است. در تلمود آمده است که این مکان‌ها به‌طور معمول تحت عنوان «نه‌اِروند» (Neh-ervend) یا «اِروِند» (Ervend) از طریق الوند شناخته می‌شوند (M. Pott، به نقل از M. Kuhn, VI، ص 255)
نوح‌آوند(Nuhāvand): نوح پیغامبر شهری را بنا نهاد بنام خویش نوحاوند و آن نهاوند است و همه را نسل برین چهل باز شود هر چه در عالم‌اند پس هر چه پیغامبران و پادشاهان و کسانی که خدای تعالی ایشان را کرامت ارزانی داشت بدین زمین اندر از فرزندان سام بن نوح‌اند.
نَهاوند(Nahāvand):احمد کسروی، واژه نَهاوند به معنی شهر یا آبادی قرار گرفته در پیشِ رو است، زیرا «نَها» در زبان‌های ایرانی به معنی پیش و وند از فعل کهن «وندیدن» به معنی نهادن گرفته شده است؛ بنابراین نهاوند یعنی «نهاده در پیش رو».
نیهاوند(Nihāwand):در نقشه‌های ایران قدیم و در زمان ساسانیان نهاوند را به صورت نیهاوند ثبت شده است که در همسایگی شهر دیناور و مای و همدان قدیم بوده است.
لائودیسه(Laodicea) شهرهای هلنیستی متعددی که عموماً به نام لائودیس از یونانی باستان «Λαοδίκη» به معنای «عدالت مردم» نامگذاری شده است، به ویژه:
1. شهری از ماد باستان، مربوط به نهاوند
2. شهری بر روی رودخانه لیکوس در کاریا و لیدیا، واقع در نزدیکی دنیزلی مدرن ترکیه

نیفواندا(Niphaunda): بطلمیوس از این شهر با نام نیفواندا (Niphaunda) یاد کرده است.
ماه دینار(Mah Dinar): به واسطه حکمرانی فردی ایرانی از خاندان کارن با نام دینار

## پیشینه تاریخی
استرابون نهاوند را به عنوان شهری یاد می‌کند که توسط داریوش بزرگ تأسیس شد اما به گفته پلینی، آن را آنتیوخوس اول با نام لائودیسه تأسیس کرد. یافته‌های باستانی آن شامل یک استوانه با کتیبه مربوط ۱۹۳ قبل از میلاد از آنتیوخوس سوم به نمایندگی از ملکه او، و یک محراب گرد با نوارهای حک شده در نقش برجسته و مجسمه‌های برنزی زئوس، آتنا، آپولو و دمتر می‌باشد.
نخستین ساکنان نهاوند حدود هزاره سوم پیش از میلاد کاسی‌ها بودند. مردمانی که به کوسایی(Cossaei) شهرت داشتند. داریوش سوم پس از شکست گوگمل به دلایل نامعلوم راه بابل یا شوش و پارس را در پی نگرفت، بلکه از طریق ارمنستان به ماد وارد شد. اسکندر نیز داریوش را تعقیب نکرد و به بابل رفت او یک سال بعد پس از فتح تخت جمشید برای مبارزه با داریوش وارد ماد شد، اسکندر در آخرین نبرد برای فتح پارس در زمستان ۳۲۳ پیش از میلاد به سرزمین کوسایی حمله کرد. هفایستیون دوست صمیمی اسکندر در این زمان می‌میرد. پلوتارک می‌گوید که اسکندر یکی از شهرهای قبیله «کوسایی» را قتل‌عام کرد"او در چهل روز بیشتر سرزمین کاسایی‌ها را تسخیر و ویران ساخت.اسکندر بسیاری از کاسایی‌ها را همچون فدیهای برای روان یار نزدیکش، هفایستیون، قربانی نمود
در تقسیمات باستانی ایران، نهاوند و بروجرد دو نقطه شهری از ماه نهاوند بودند که این استان، از توابع پهله از سرزمین ماد محسوب می‌شد. ایالت پهله در زمان ساسانیان به این نام نهاده شده و پهلوی، به مردم، زبان و خط مربوط به پهله اشاره می‌کند. خاندان کارن پهلو در نهاوند ساکن و فرمان می‌راند.

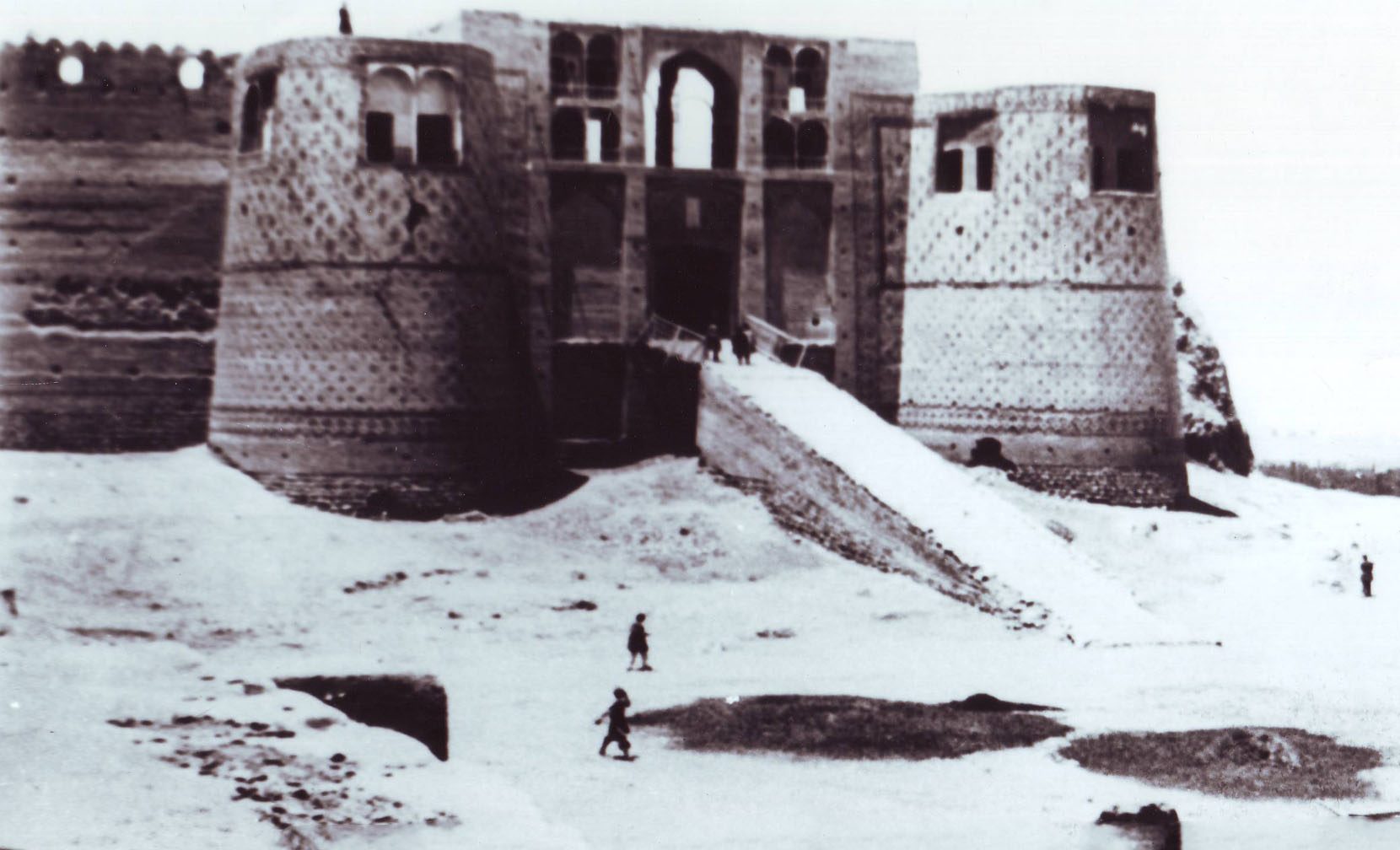
قلعه نهاوند

حمید یزدان‌پرست در نامه ایران می‌آورد: در نوشته‌های مورخان اسلامی، مکرر به نام «ماه» برمی‌خوریم، چون ماه نهاوند، ماه دینور که صورت دیگری از نام ماد است. ماه نهاوند به معنای ولایت یا استان نهاوند و کامه ماه باقیمانده (ماد) یا (مای) قدیم است نهاوند یکی از پایتخت‌های ایالت یا دیار جبال که ماد یا کوهستان نیز خوانده می‌شده بوده است ماه نهاوند بعد از اسلام به ماه بصره نیز شهرت یافت چرا که خراج آن به بصره فرستاده می‌شد. ابن الندیم از قول عبداﷲ بن المقفع ذکر می‌کند که ماه نهاوند یکی از پنج ناحیه پهله (فهله) بوده است (یادداشت‌های دهخدا).
نبرد نهاوند آخرین حلقهٔ زنجیرهٔ جنگ‌های ایران ساسانی و مسلمان بود که در روز ۵ ربیع الاول سال ۲۱ هجری برابر با ۲۵ بهمن ۲۰ خورشیدی (۶۳۷ م) اتّفاق افتاد و به پیروزی اعراب منجر گردیده است. جنگ نهاوند که اعراب آن را " فتح الفتوح " نامیدند، جنگی کوبنده که عروه بن زید (شاعر عرب) از آن با نام پیکار هولناک نام می‌برد. پس از جنگ نهاوند این شهر با عنوان دروازه ورود اسلام به ایران شناخته می‌شود
بهزادان پور ونداد هرمزد ملقب به اَبومُسْلِمِ خُراسانی که تبار او به خاندان نهاوندی الکسایی می‌رسید در رمضان ۱۲۹ هجری قمری قیام خود را آغاز کرد و با آغاز قیام عنصر ایرانی چنان جوشش و خروشی از خود نشان داد که در کمترین زمان ممکن ارتش بی شکست خراسانیان به دروزاه‌های شرقی دارالخلافه رسیدند. ایرانیانی که سالها تحقیر شده و خوار شمرده شده بودند اکنون فرصتی یافتند تا به‌طور جدی بر اعراب بتازند. «در گرگان وقتی قحطبه با سپاهی که والی عراق برای دفع سیاه جامگان گسیل کرده بود روبرو شد در خطبه ایی آتشین خطاب به ایرانیان قول داد تا اعراب را برای همیشه خوار کند و ایرانیان را به پایگاه شامخ خود بازگرداند» در گذرگاه تاریخ وقتی ایرانیان در نهاوند یعنی همان‌جایی که حدود صد سال پیش لشکر یزدگرد در مقابل اعراب شکست خورد در مقابل لشکر خلیفه قرار گرفتند چنان آنان را در هم کوبیدند که تا سالهای بعد مصر و بخشهایی از شمال آفریقا زیر سم اسبان ایرانیان قرار گرفت. این قدرت چنان هیمنه ایی به خود گرفت که خلیفه تازه را نیز هراسان ساخت و با دستور خلیفه عباسی ابومسلم به خراسان بازگشت و پس از چندی به قتل رسید
در طول قرون بعدی، تنها رویدادهای کمی در نهاوند ثبت شده است. وزیر ایرانی امپراتوری سلجوقی، نظام الملک، در سال ۱۰۹۲ در نزدیکی نهاوند ترور شد.
به گفته حمدالله مستوفی مورخ و جغرافی‌دان که در قرن سیزدهم و چهاردهم شکوفا شد، نهاوند شهری با وسعت متوسط بود که اطراف آن را مزارع حاصلخیز احاطه کرده بود که در آن ذرت، پنبه و میوه کشت می‌شد. مستوفی افزود که ساکنان آن عمدتاً کردهای شیعه دوازده امامی بودند.
در دورهٔ قاجار نهاوند یکی از سه شهر ولایت ثلاث بود. این ولایت در غرب ایران و جنوب استان همدان فعلی قرار داشته و شامل سه شهر ملایر، نهاوند و تویسرکان بود. حدود این ولایت منطبق با منطقه جنوب کوهستان الوند در استان همدان کنونی است که سه شهرستان ملایر، نهاوند و تویسرکان را شامل می‌شود. ولایت ثلاث بخشی از استان پنجم بوده است. اصطلاح ولایت ثلاث در تقسیم‌بندی‌های کشوری دوره ناصرالدین‌شاه قاجار ایجاد شد و شامل دولت‌آباد (شهر ملایر)، نهاوند و تویسرکان می‌شد. نهاوند براساس قانون تقسیمات کشوری مصوب ۱۳۱۶ ه‍.ش از بخش‌های تابعه در استان پنجم کشور به مرکزیت کرمانشاه بود که در سال ۱۳۲۰ ه‍.ش به شهرستان ارتقاء یافت.
به موجب مبارزات انقلابی مردم شهر نهاوند علیه حکومت پهلوی در روز ۱۴ آبان ۱۳۵۷، ۹۷ روز زودتر از سایر نقاط کشور ایران مجسمه محمد رضا شاه را به زیر کشیدند. حسن روحانی رئیس‌جمهور سابق ایران است که در کتاب خاطرات خود می‌نویسد: در دی‌ماه ۱۳۵۷ آن سال که چند شب در شهرستان نهاوند سخنرانی می‌کردم بعد از سخنرانی شب سوم که مصادف با حوادث ۱۹ دی‌ماه قم شده بود، شهربانی نهاوند مأمور دستگیری من شد که با تلاش شهید حیدری و دوستانش بالباس مبدّل از نهاوند خارج شدم.

## جغرافیا
نهاوند در مرکز دشت نهاوند بین دو وادی کوه گرین و آردوشان گسترده شده است و ۱۸ کیلومتر مربع مساحت دارد. نهاوند در موقعیت ۴۸ درجه و ۲۴ دقیقه طول شرقی و ۲۳ درجه و ۲۲ دقیقه عرض شمالی قرار دارد. اختلاف ساعت آن با تهران ۱۳ دقیقه و ۲۸ ثانیه می‌باشد. نهاوند از شمال به شهرهای تویسرکان و همدان، از شرق به ملایر، از غرب به کنگاور و از جنوب به استان لرستان محدود است. فاصله این شهر تا تهران ۴۳۵ کیلومتر می‌باشد که از مسیر ملایر - اراک عبور می‌کند و فاصله نهاوند تا همدان ۱۰۵ کیلومتر و تا خرم‌آباد ۱۳۴ کیلومتر می‌باشد. راه‌آهن کربلا از نزدیکی شهر نهاوند کذر می‌کند.

#### گسل نهاوند

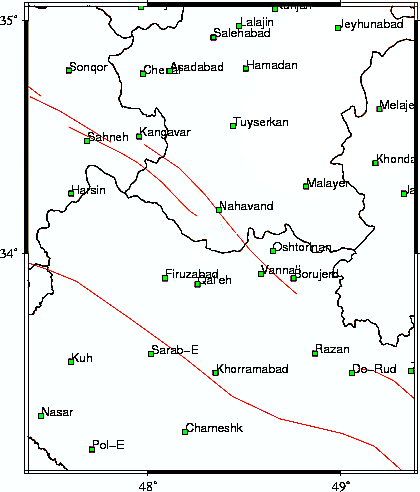
شهر نهاوند بر گسل جوان زاگرس واقع شده است.

شهر نهاوند بر گسل جوان زاگرس بنا گردیده است. گسل نهاوند از ۵۵ کیلومتری غرب بروجرد تا شمال‌غربی نهاوند در راستای شمال ۳۲۰ درجه، امتداد دارد. گسل نهاوند از چند قطعه مجزا تشکیل شده که هر کدام نام‌های جداگانه دارند. گسل نهاوند از فعالین‌ترین گسل‌های ایران بشمار می‌رود. که عامل زمین لرزه‌های پرشمار نهاوند و شهرهای اطراف می‌باشد از جمله زمین لرزه‌های ۱۲۸۷ بروجرد، ۱۳۸۵ بروجرد، ۱۳۳۶ فارسینج و زمین‌لرزه ۱۳۳۷ نهاوند.
رود باروداب که از چشمه ای به این نام در شرق نهاوند سرچشمه می‌گیرد از میان شهر می‌گذرد. طغیان این رود بارها بخشی از شهر نهاوند را با مشکل سیل و ویرانی مواجه ساخته است از جمله سیل های۱۳۱۷٬۱۳۵۰٬۱۳۵۱. در شب ۲۱ شهریور ۱۳۱۷برابر بارندگی سخت سیل هولناکی در حدود شهر نهاوند و قریه آورزمان برخاسته شهر تاریخی نهاوند را ویران و قریه آورزمان را با خاک یکسان ساخت.

#### کمبود آب
شرکت آب منطقه ای همدان در شهریور ۱۳۸۸ گزارش داد: از سال ۷۵ تا پاییز ۸۷ سطح آب‌های زیرزمینی دشت نهاوند ۵/۹ متر پایین رفته است اسدا.. شکوهی مدیر کل امور آب استان همدان در سال ۱۳۷۹ درمصاحبه ای با ایرانیا اعلام کرده بود آب دهی سراب " گاماسیاب " در نهاوند در مقایسه با متوسط ۳۰ ساله آن حدود ۶۰ درصد کاهش یافته است.در سال ۱۳۹۳ آرش کولیوند، مدیر امور آب شهرستان نهاوند درمصاحبه با ایرنا اعلام کرد: به علت برداشت سالانه ۳۱۰ میلیون متر مکعب آب توسط چاه‌ها، سطح آب‌های زیر زمینی دشت نهاوند به‌طور متوسط در هر سال ۷۵ سانتی‌متر افت دارد. شهرستان نهاوند یک‌هزار و ۱۶۰ حلقه چاه عمیق و نیمه‌عمیق مجاز وجود دارد که حدود ۸۰۰ مورد آن برای مصارف کشاورزی است. جغرافیای کوهستان گرین در نهاوند با وسعت حدود ۴۰ هزار هکتار دارای سیمای کوهستانی با دره‌ها و پناهگاه‌های طبیعی فراوان و شرایط آبی مناسب و پوشش گیاهی مطلوب برای گونه‌های حیات وحش است و به همین لحاظ تنوع جانوری بالایی دارد. این ناحیهٔ در سال ۱۳۹۹ به عنوان منطقه شکار ممنوع اعلام شد. ناحیهٔ مذکور شامل نواحی تاریک دره بالا، سیاه دره، فارسبان، چناری، گیان، کرک سفلی، کله مار، بیان و وراینه تا خط الراس گرین در مرز استان لرستان می‌باشد

#### معادن
شهرستان نهاوند با مساحتی حدود ۱۵۳۵ کیلومتر مربع، تقریباً ۷٫۹٪ از کل مساحت استان همدان را تشکیل می‌دهد. این شهرستان دارای ۴۷ معدن دارای پروانه بهره‌برداری است که از این تعداد، ۳۴ معدن فعال و ۱۳ معدن غیرفعال هستند.
استان همدان در مجموع دارای بیش از ۳۱۰ معدن است که از این میان، حدود ۲۰۰ معدن فعال می‌باشند. بر این اساس، شهرستان نهاوند ۱۷٪ از کل معادن فعال استان را در خود جای داده است. با توجه به اینکه سهم مساحتی این شهرستان از کل استان کمتر از ۸٪ است، نسبت تعداد معادن فعال آن بالاتر از حد پتانسیل معدنی شهرستان می‌باشد.

## مردم‌شناسی و زبان

### مردم‌شناسی
ایرانیکا می‌نویسد: «شهرستان نهاوند در همدان محل زندگی اقوامی از پارسیان است که زبان مادری‌شان، لری شمالی است.» مطابق اطلاعات وبسایت استانداری همدان، اقوام لر و لک ساکن شهرستان‌های ملایر، نهاوند و بخش سامن در ۲۵۵ روستا هستند.
سیف الدوله قاجار در حدود ۱۲۵۶ خورشیدی ذکر می‌کند مردم نهاوند از طوایف الوار، مهربان، خوش‌رو و عیاش اند. در سفرنامه عراق عجم ناصرالدین شاه قاجار ذکر شده اهالی نهاوند کلیتا مردمان خوش صورت و خوش قامت هستند و به زبان لری تلکم می‌کنند و درکلماتی که تلفظ می‌کنند، لغات پهلوی زیادی شنیده می‌شود.

### زبان‌شناسی
مردم شهر نهاوند به گویش نهاوندی سخن می‌گویند. فهرست لینگوییست، اتنولوگ و گلاتولوگ گویش نهاوندی را مانند گویش بروجردی جزء گویش‌های زبان لری شمالی طبقه می‌کنند. ایرانیکا منطقه نهاوند را یکی از مراکز مهم گویش‌وران لری شمالی می‌داند. اریک جان آنونبی به مانند سکندر امان‌الهی بهاروند نهاوند را در گستره قوم لر و گویش نهاوندی را جز زبان لری شمالی طبقه‌بندی کرده است. برخی نیز گویش‌های رایج در شهرستان ملایر، نهاوند، تویسرکان، گویش لری اسدآبادی و گویش‌های گروه الوند را به عنوان لری ثلاثی طبقه‌بندی می‌کنند. علی حصوری نیز حدود ۶۰ سال پیش نوشته عنوان کرده است مردمی که لر نامیده می‌شوند خود به دو دسته لر و لک تقسیم می‌شوند که نهاوند را از مهم‌ترین شهرهای لرستان و در دسته لر قرار داد. بنیاد کالچرال سروایول بیان می‌کند به گویش لری شمالی در نهاوند و تویسرکان صحبت می‌شود. مانند زبانهای ایرانی، لری بختیاری و سایر گویش‌های زبان لری، رودیگر اشمیت زبان‌شناس آلمانی گفتار مردم شهر نهاوند را نزدیک به زبان پارسی میانه می‌داند. اطلس زبان‌های ایران، تصویری از پراکندگی زبانی در کشور ایران ارائه می‌کند، گونه‌های زبانی فهرست‌شده برای نهاوند لری شمالی و فارسی معیار است. با این وجود برخی گویش نهاوندی را گونه ای از زبانهای کهن می‌دانند. فارسی معیار ربطی به نهاوند ندارد و زبان رسمی ایران است که در تمامی نقاط ایران روز به روز فراگیرتر می‌شود. از دیدگاه گارنیک آساتوریان، زبان فارسیِ معیار زبان هیچ‌یک از اقوام و خرده‌فرهنگ‌های ایرانی نیست. درواقع بخشی از مردم زبان یا گویش محلی خود را فراموش کرده‌اند و به زبان معیار سخن می‌گویند. در کتاب واژه‌های اصیل نهاوندی نوشته شده است: گویش نهاوندی در شاخهٔ زبان لری قرار می‌گیرد و فهم معنی آن برای یک فارسی‌زبان امکان‌پذیر نیست.

## جمعیت‌شناسی
شهر نهاوند مرکز شهرستان نهاوند است. شهرستان نهاوند در جنوب استان همدان واقع شده و مساحتی حدود ۱۵۳۵ کیلومتر مربع دارد که تقریباً ۸٫۷ درصد از مساحت کل استان همدان را تشکیل می‌دهد. جمعیت شهرستان نهاوند بر اساس سرشماری سال ۱۳۹۵، حدود ۱۷۸٬۷۸۷ نفر بوده است. با توجه به مساحت کل استان همدان که حدود ۱۹٬۴۹۳ کیلومتر مربع است، نسبت مساحت شهرستان نهاوند به استان همدان تقریباً ۷٫۹ درصد می‌باشد. جمعیت استان همدان حدود ۱٬۷۳۸٬۲۳۴ نفر است، نسبت جمعیت شهرستان نهاوند به جمعیت استان تقریباً ۱۰٫۳ درصد است. تراکم جمعیت در شهرستان نهاوند حدود ۱۱۶ نفر در هر کیلومتر مربع است، در حالی که تراکم جمعیت در کل استان همدان حدود ۸۹ نفر در هر کیلومتر مربع می‌باشد؛ بنابراین، شهرستان نهاوند تراکم جمعیت بیشتری نسبت به میانگین استان دارد.
جمعیت شهر نهاوند ۷۶٬۱۶۲ نفر می‌باشد، نسبت جمعیت شهر نهاوند به کل جمعیت شهرستان حدود ۴۲٫۶٪ است. ۱۰۲٬۶۲۵ نفر از جمعیت شهرستان در روستاها سکونت دارند و وابسته به تولید کشاورزی اند. مساحت اراضی کشاورزی شهرستان ۷۲٬۰۰۰ هکتار می‌باشد. به ازای هر هکتار زمین کشاورزی در شهرستان نهاوند، حدود ۱٫۴۳ نفر از جمعیت غیرشهری زندگی می‌کنند که به نوعی نشان‌دهندهٔ وابستگی بخش کشاورزی و تراکم قابل‌توجه جمعیت در روستاها است. در دهه‌های اخیر توسعه صنعت کشاورزی و استفاده از تکنولوژی‌هایی مانند تراکتور باعث کاهش نیاز به نیروی کار در روستاها شده است، امری که موجب کوچ روستاییان به شهر نهاوند گردیده و تحولات اقتصادی و اجتماعی چشم‌گیری به همراه داشته است.
کاووس احمدوند دربارهٔ جمیت‌شناسی نهاوند آورده است: بالاترین رشد جمعیت این شهرستان مربوط به فاصلهٔ دو سرشماری ۱۳۵۵ و ۱۳۶۵ با ۳/۷۵ درصد بوده است. این دهه مصادف با پیروزی انقلاب اسلامی و تغییر نگرش‌ها در خصوص مسائل باروری بوده است. به طوری که عده ای افزایش موالید را تشویق می‌کردند و کنترل آن را مغایر با موازین اسلامی می‌دانستند. سیاستهای دولت نیز در جهت تشویق افزایش موالید سوق داده می‌شد. بر اساس نتایج حاصله از سرشماری سال ۱۳۷۵، ۴۲/۶ درصد از جمعیت شهرستان در گروه سنی زیر ۱۵ سال قرار داشت است که در مقایسه با کل کشور ۳۹/۵ درصد و استان همدان ۴۰/۹)درصد نشان دهندهٔ جوان بودن جمعیت شهرستان است.
بر اساس نتایج حاصله از سرشماری عمومی نفوس و مسکن سال ۱۳۷۵، از کل جمعیت شهرستان ۱۸۴۱۶۰ نفر تعداد ۶۷۵۷۹ نفر یا به عبارت دیگر ۳۶/۷ درصد از جمعیت در نقاط شهری و تعداد ۱۱۶۵۵۵ نفر یا به عبارتی ۶۳/۳ درصد در نقاط روستایی و تعداد ۲۶ نفر یا ۰/۰۱ در نقاط غیر ساکن سکونت داشته‌اند.

## گردشگری

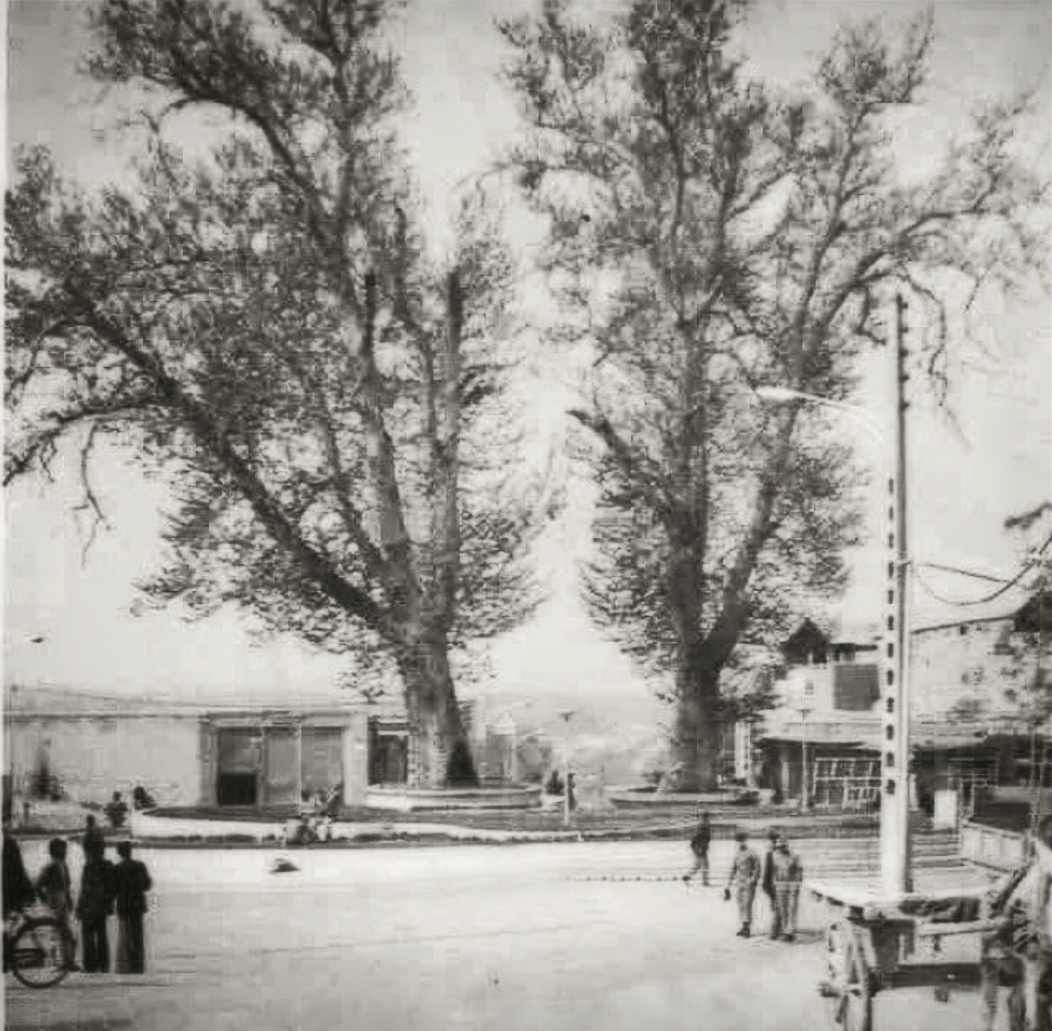
درختان میدان قیصریه نهاوند پیش از آتش‌سوزی

میدان قیصریه را محمود میرزا حاکم نهاوند در زمان فتحعلی شاه قاجار بنا کرده است. رشته قنات و چشمه در اطراف آن وجوددارد که ساکنان نهاوند در گذشته با عبور آب از این رشته‌ها به منازلشان ازآن استفاده می‌کردند. میدان قیصریه در جنوب محلهٔ پاقلعه نهاوند واقع شده است و از دیرباز به نام قیصریه شناخته شده. کشف سکه‌های رومی از جمله سکه ای بنام نرون امپراتور روم غربی و صندوقچه ای در این محل قدمت آن را نشان می‌دهد. میدان قیصریه یکی از باستانی‌ترین میدان‌ها ایران است در پیرامون میدان قیصریه بنای مسجد جامع و حمام و بازار قدیمی و شاهزاده محمد دیده می‌شود. شواهد وجود آتشکده ای مربوط به دوران پیش از اسلام ا در بالای میدان در مکان مسجد جامع وجود داشته است که بنای مسجد را در آن مکان ساختند.
کوچه لک‌ها
کوچه کرد‌ها
خانه قدوسی متعلق به علی قدوسی از عالمان نهاوند است. دارای سر در ورودی زیبائی است که با نقوش هندسی آجری تزئین شده است و دو ستون نما در دو سوی سر در به زیبائی آن افزوده است. نمای بنا در داخل حیاط به وسیلهٔ آجر کاری‌های زیبا تزئین شده است و قوسهایی به شکل شاخ قوچ نما را آراسته است. پیرامون حیاط با طاق نماهای هلالی تزئین شده است. این خانه قدیمی و تاریخی در خیابان انقلاب واقع شده است وچند خانه قدیمی دیگر در جای جای این شهر وجود دارد.
حمام آقا تراب یکی از بناهای تاریخی شهر نهاوند است که در سال ۱۳۵۶ در فهرست آثار ملی ثبت شده است معبد لائودیسه در داخل شهر نهاوند قرار دارد و کتیبه‌ای از «آنتیوخوس سوم» و نیز تعدادی مجسمه برنزی خدایان یونانی در آن کشف شده است.
پل زرامین، تپه باستانی گیان و سراب گاماسیاب از نقاط گردشگری شهرستان نهاوند بشمار می‌روند که در نزدیکی شهر نهاوند قرار دارند. سراب گاماسیاب سرچشمه رود، گاماسیاب در شهرستان نهاوند است. میزان دبی آب چشمهٔ گاماسیاب بین ۵۰۰ (پاییز) تا ۳۰۰۰ لیتر در ثانیه (بهار) است.
نعمان بن مقرن یکی از سرداران و فرماندهان مهاجم عرب بود که در جنگ نهاوند (فتح الفتوح) در سال ۲۱ هجری یا ۶۴۲ میلادی پس از سه روز نبرد سنگین در پشت دروازه‌های نهاوند به دست سربازان ایرانی به فرماندهی فیروزان (پیروزان) کشته شد. آرامگاه او در ۵ کیلومتری شمال غربی شهر نهاوند قرار دارد.
بام نهاوند :

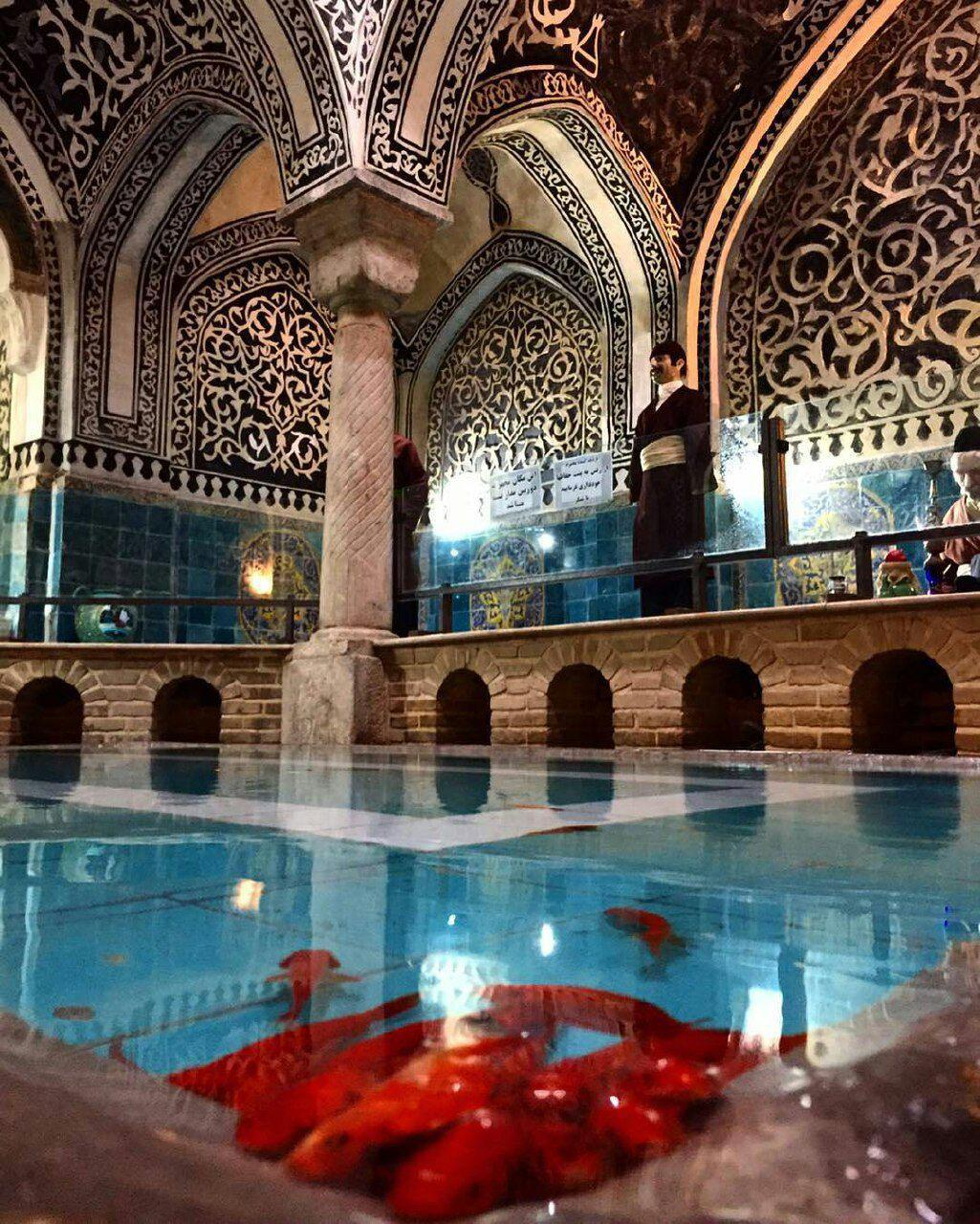
حمام حاج آقا تراب در نهاوند

تپه ای مرتفع در شمال غربی شهرستان نهاوند است
بام نهاوند با ارتفاعی حدود ۱۸۷۰ متر از سطح دریا مرتفع‌ترین نقطه این شهر است که به واسطه قرارگیری در مجاورت کوهستان گرین دارای آب و هوای خنک و دلپذیر می‌باشد
راه‌های دسترسی :
1. میدان علیمرادیان کمربندی نهاوند بروجرد
2. میدان سپاه بلوار آیت الله طالقانی(انتهای بلوار)
3. شهرک طالقانی جاده جنب استخر طالقانی (کیان)

امکانات و خدمات رفاهی :

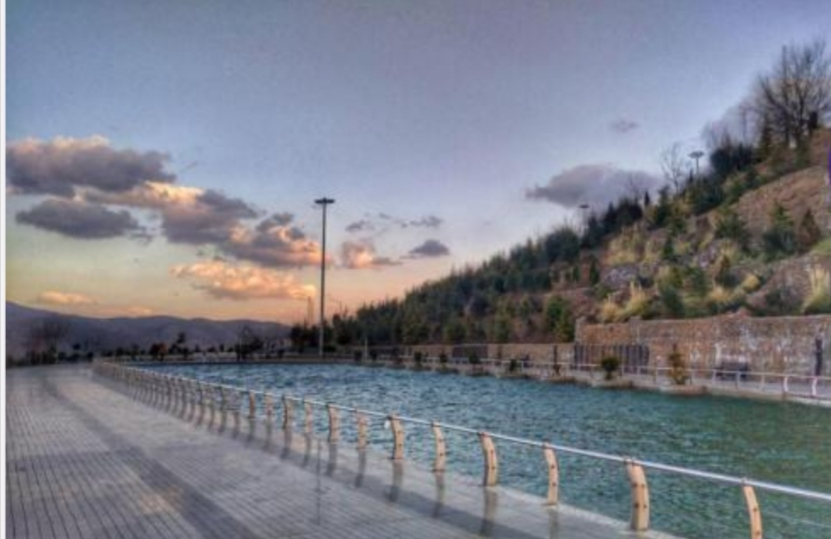
بام نهاوند (عکس:محسن شهبازی)

۱- پارکینگ ۲- سرویس بهداشتی ۳- سکوهای نشیمن
۴- فضای بازی کودکان ۵- سینما روباز
مقبره شهدای گمنام :
یادمان شهدای گمنام در نزدیکی بام نهاوند و مجاورت تپه جنگلی ابوذر است. پیکر مطهر پنج تن از شهدای دفاع مقدس در این مقبره آرامیده است
راه دسترسی :

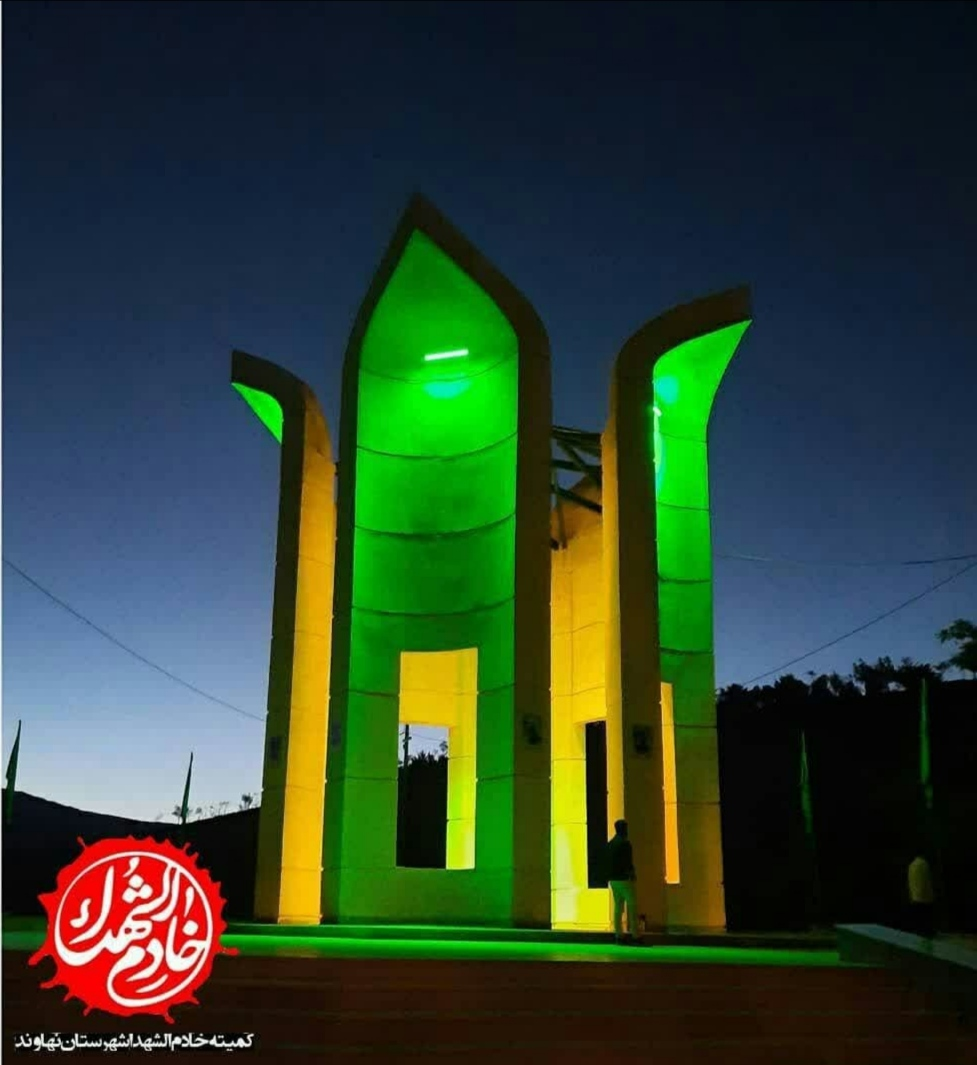
مقبره شهدای گمنام (عکس خادم شهدا)

نهاوند - میدان بسیج - بلوار حضرت محمد (ص) میدان آل آقا بسمت حامد شرقی کوچه فرهنگ یازده

## مراکز بهداشتی / ورزشی / تفریحی
بیمارستان‌ها و مراکز درمانی و بهداشتی:
۱* بیمارستان آیت الله علیمرادیان
۲*بیمارستان شهید قدوسی
۳*کلینیک تخصصی امام خمینی (ره)
۴*کلینیک شبانه‌روزی سلامت
۵*کلینیک دندانپزشکی رازی
۶*ساختمان پزشکان هانیک
۷*درمانگاه تأمین اجتماعی
۸*درمانگاه پارس
۹*درمانگاه حکیم
۱۰*درمانگاه شفا
۱۱*درمانگاه سلامت
**پایگاه انتقال خون
*مراکز ورزشی*
مجموعه فرهنگی و ورزشی علیمرادیان

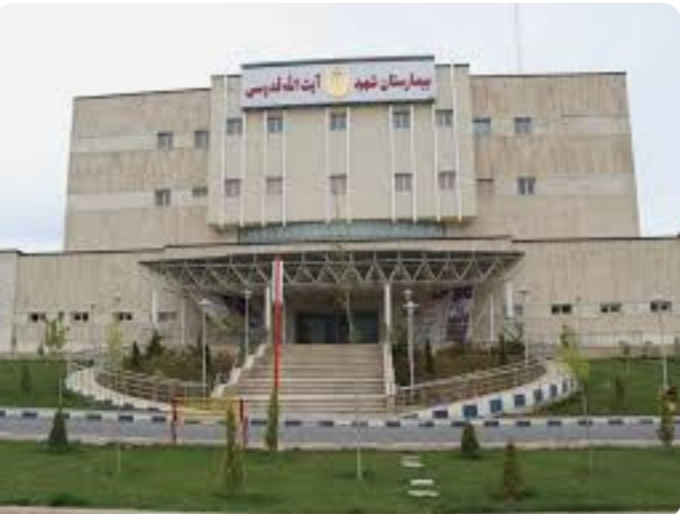
بیمارستان شهید قدوسی

استادیوم(۱۵هزار نفری) علیمرادیان در سال ۱۳۷۴ در مساحتی بالغ بر ۱۴هزار مترمربع در نهاوند افتتاح گردید این مجموعه توسط مهندس محمد حسین علیمرادیان ساخته شده است و هم‌اکنون در اختیار دولت است در این مجموعه فضاهای ورزشی شامل»
استخر • سالن فوتسال • سالن کشتی • محوطه اسب سواری • سالن پینگ پنگ •سالن ورزش‌های باستانی •محوطه تمرین پارکور • خوابگاه ورزشکاران • زمین چمن و پارکینک می‌باشد
سایر مراکز ورزشی :
۱* باشگاه ورزشی جهان پهلوان تختی
۲* باشگاه عباد
۳*سالن ورزشی آزادگان

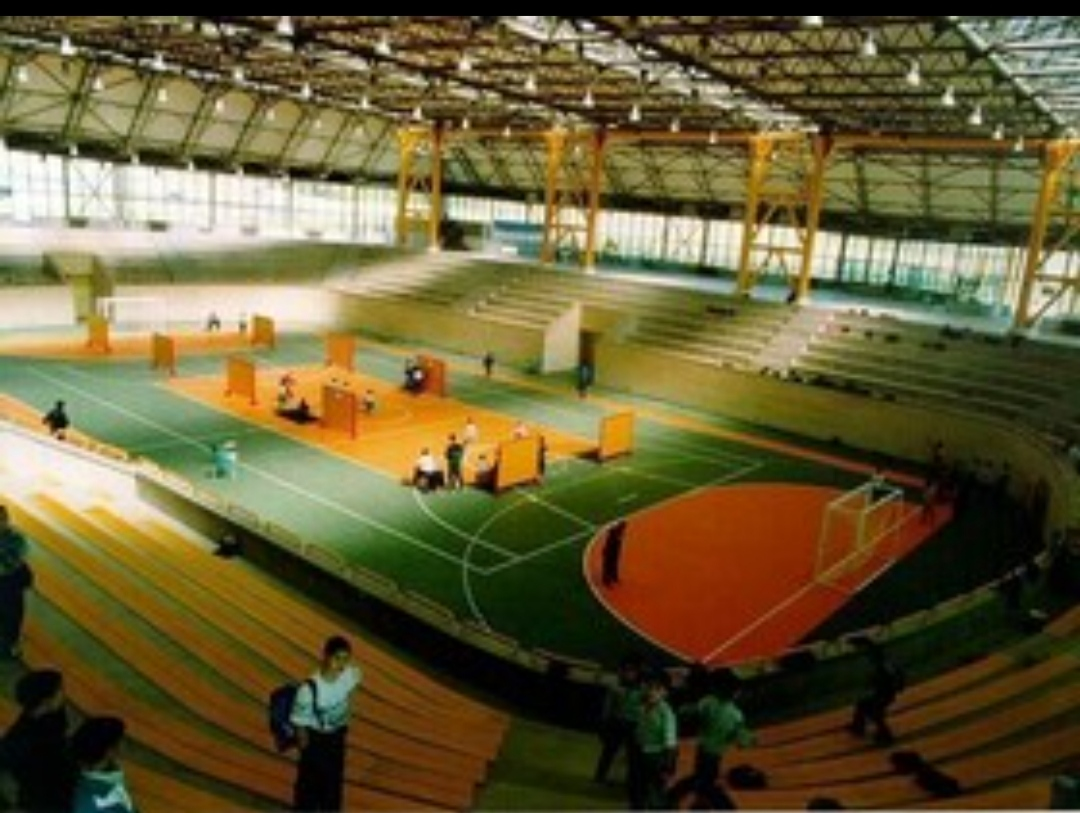
سالن سرپوشیده ۶۰۰۰هزار نفری علیمرادیان

۴* مجموعه ورزشی بانوان (شهرک شهید حیدری)
۵* سالن فوتسال سپاه پاسداران
۶* سالن ورزشی سیدالشهدا
۷* سالن ورزشی حجاب
۸*استادیوم (فوتبال) شهید سلیمانیان
۹*زمین فوتبال (چمن مصنوعی) جهانیان
۱۰*سالن البرز
۱۱*استخر خسروی
۱۲*استخر طالقانی
۱۳*استخر علیمرادیان
۱۴-استخردانش آموز
پارک‌ها و بوستان‌ها :
۱-پارک ولیعصر. ۲-پارک کوثر
۳پارک نوح آوند. ۴-پارک دانشجو

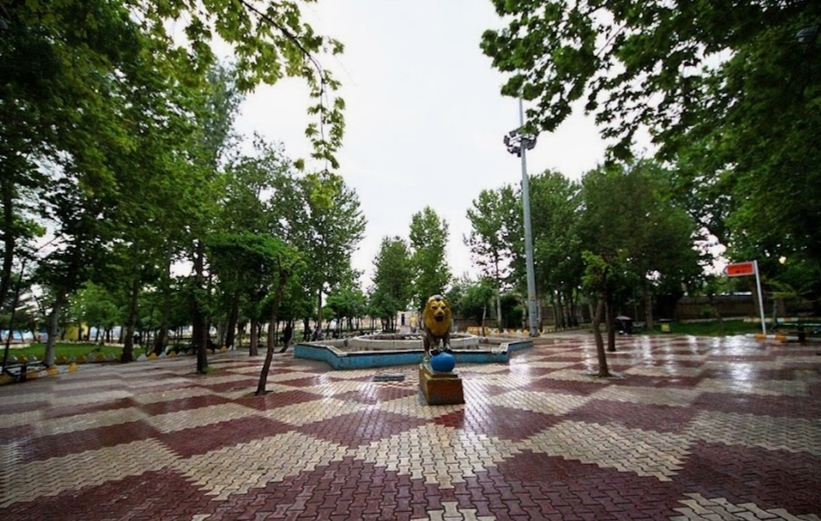
نمایی از پارک ولیعصر (عج) قدیمی‌ترین پارک نهاوند

۵-پارک شهید سلیمانی. ۶-پارک صخره ای دوخواهران
۷-پارک شیخ منصور. ۸-بوستان چهارباغ
۹- پارک لاله. ۱۰-پارک باغ بادام
۱۱-بوستان شهید طالبیان. ۱۲-بوستان شهدا
۱۳-بوستان حکمت. ۱۴-بوستان شهید چمران

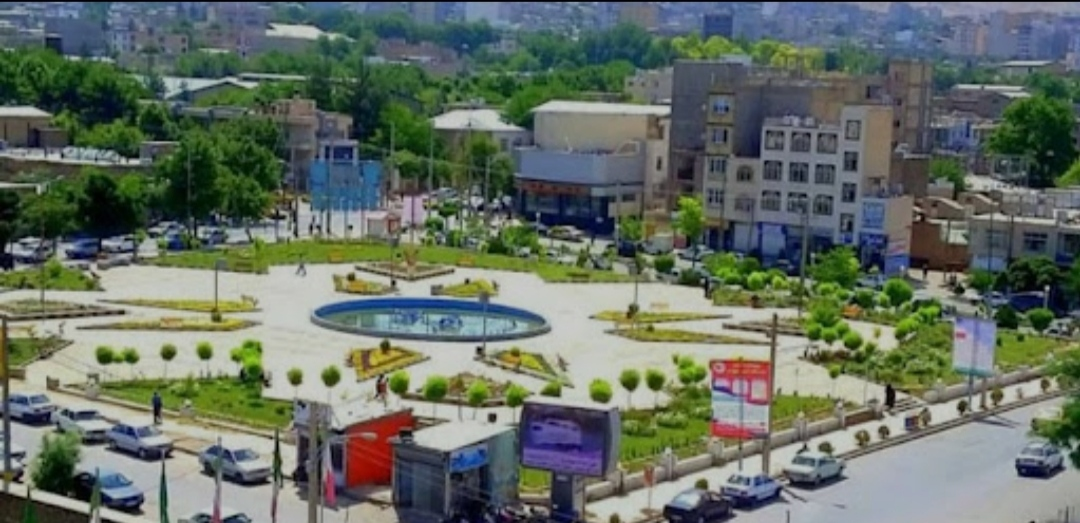
پارک سردار شهید قاسم سلیمانی (نهاوند)

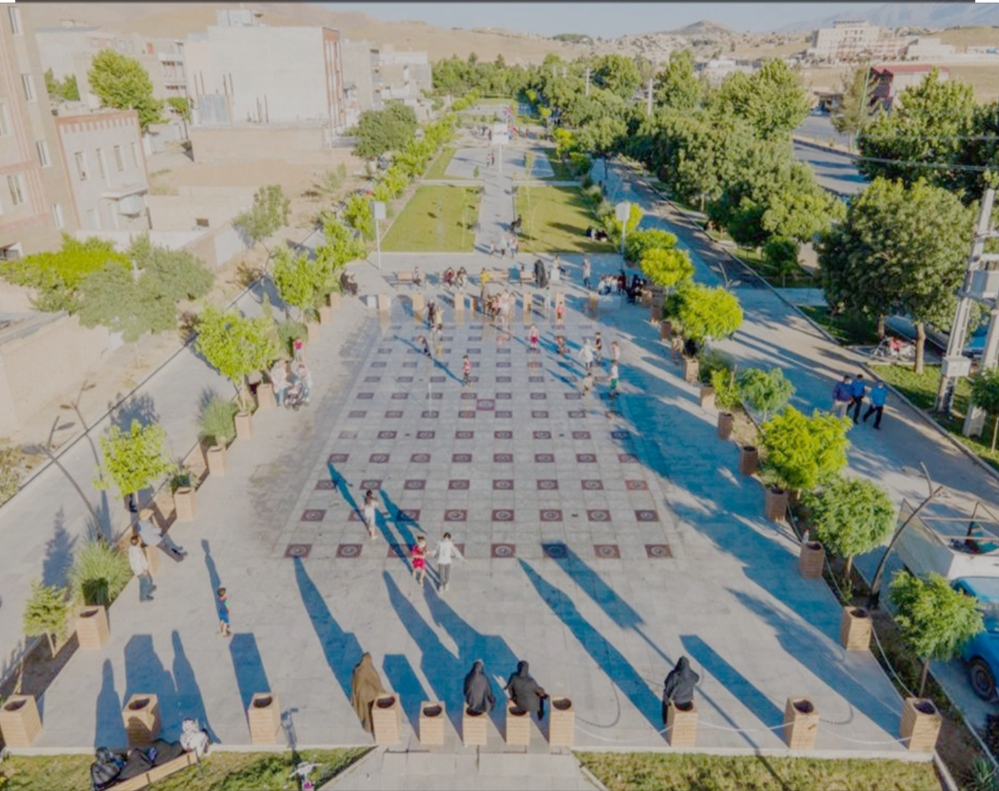
نمایی از بوستان نواری چهارباغ (نهاوند)

۱۵- بوستان آسیاب. ۱۶-بوستان بانوان
و…

## صنعت
نهاوند دارای کارخانه‌ها و شرکت‌ها و واحدهای تولیدی است که نیاز عمده شهر و استان و کشور را تأمین می‌کند
۱* کارخانه سیمان
۲* کارخانه روغن نگین
۳* کارخانه آرد
۴* کارخانه مالت (شرکت کاسپین کوهدشت)
۵* کارخانه تولید آسفالت
۶* کارخانه تولید محصولات لبنی نیک نوش
۷* کارخانه تولید شن و ماسه
۸* کارخانه تولید پنیر (شرکت پاکین شیر)
۹* کارخانه تولید نایلون
۱۰* کارخانه قند و شکر
۱۱* کارخانه محصولات لبنی نیکونام (همسایه)
۱۲*کارخانه محصولات لبنی کامشیر

## آموزش
نهاوند دارای مراکز آموزشی دولتی و غیردولتی می‌باشد:
دانشگاه
۱*دانشگاه آزاد اسلامی (واحد نهاوند)
۲*دانشکده پیراپزشکی (دولتی/سراسری)
۳*دانشگاه علمی کاربردی
۴*دانشگاه نهاوند (دولتی/سراسری)

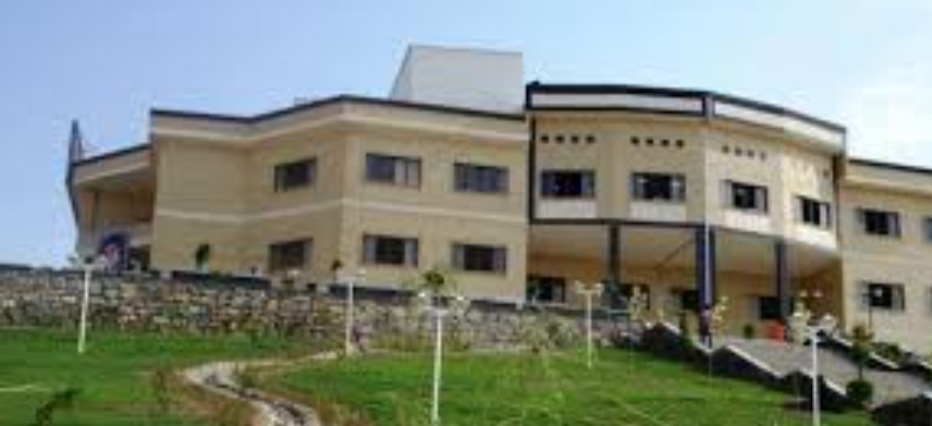
تصویری از دانشگاه آزاد نهاوند

۵*دانشگاه فنی و حرفه ای (دختران_پسران)
۶*دانشگاه پیام نور (واحد نهاوند)
*دانشکده علوم دینی:
نهاوند دارای دو مرکز آموزشی علوم دینی (حوزه علمیه) می‌باشد

## ساختار شهری
شهرداری
شهرداری نهاوند در سال ۱۳۰۸ خورشیدی فعالیت خود را آغاز نمود شهرداری نهاوند یکی از ادارات استان بود که با تغییر نظام سرپرستی و نظارت آن از انجمن شهر به استانداری در جهت همسویی فعالیت‌های اداره و ارائه خدمات به شهروندان دچار تحولات عمده و اساسی شد
مناطق

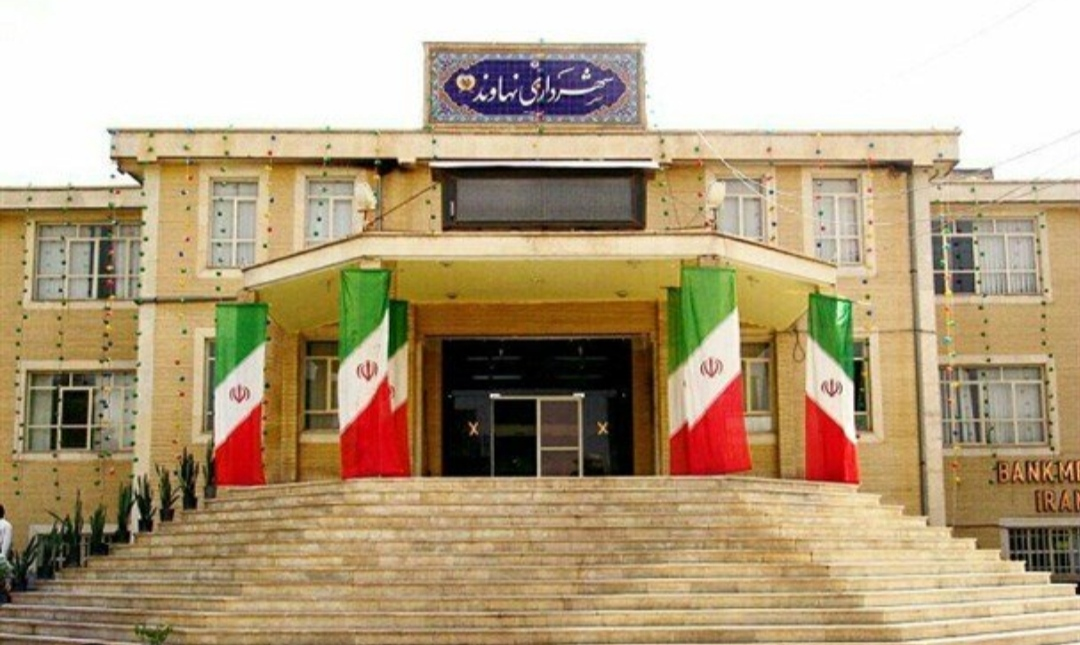
نمایی از شهرداری نهاوند (عکس:صبح نهاوند)

نهاوند دارای یک منطقه و بیش از پانزده محله می‌باشد سال ۱۴۰۳ شهرک شهید حیدری بعنوان «ناحیه یک» شهرداری نهاوند انتخاب شد تا خدمات به اهالی این منطقه تسهیل شود

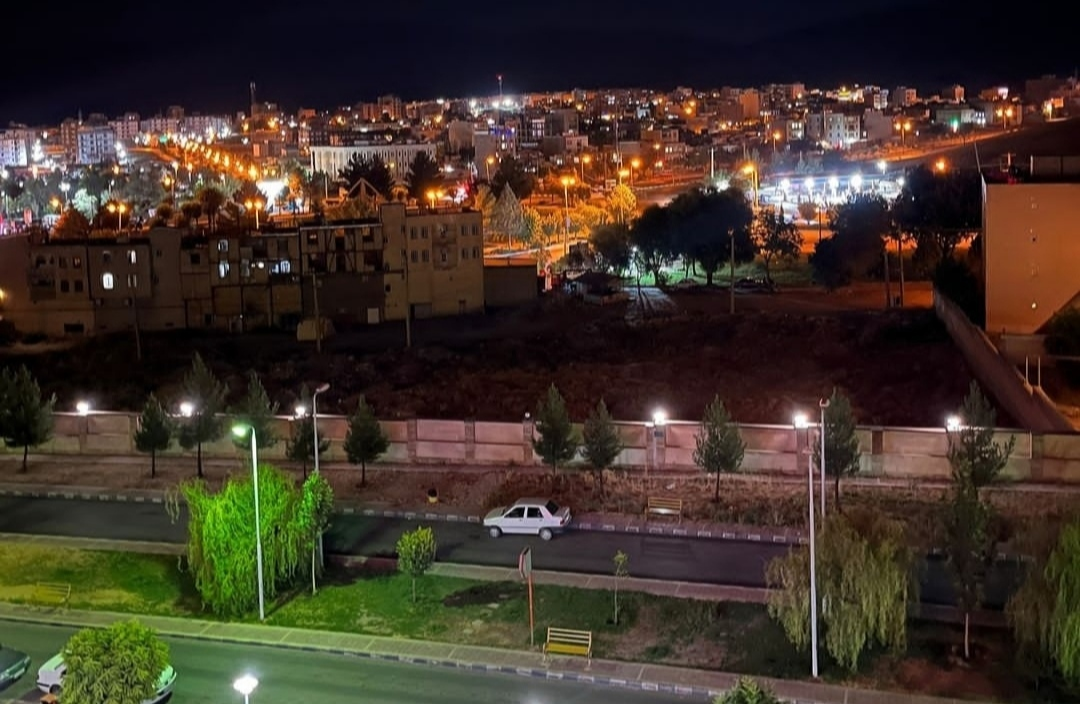
تصویری از شهرک شهید حیدری (عکس:نهاوند آنلاین)

## محلات
پای قلعه (قدیمی‌ترین محله نهاوند):
پای قلعه یا پاقلا نام محله ای باستانی در شهر نهاوند است که قدمت آن به دوران ساسانیان می‌رسد. در زمان یزدگرد سوم در این محل تپه ای بنا شده بود که موقعیتی استراتژیک در جنگ نهاوند را به عهده داشت. متأسفانه این قلعه به قصد دستیابی به دفینه‌ها و گنجینه‌های آن و با بهانهٔ اشراف بر منازل مسکونی دیگر، در دوران قاجاریه تخریب شد. اکنون اما در بالادست میدان بازارچه پاقلا به جای قلعه یزدگرد بافتی مسکونی و بسیار فرسوده وجود دارد که با توجه به ب اشراف به بخش بزرگی از شهر، می‌توانست با نظارتی بهتر بدل به جاذبه ای دیدنی شود و ساکنانش را از زندگی در این محل راضی نگه دارد. اما متأسفانه این بخش به حال خود رها شده است. بخشی دیگر ازین قلعه را بازاری قدمت دار و سرپوشیده به خود اختصاص داده. (منبع:خبرگزاری میزان)
سایر محلات شهر نهاوند عبارت اند از :
1. محله گلشن
2. محله دوخواهران
3. محله شیخ منصور
4. محله دکتر حسابی
5. محله حسن‌آباد
6. محله جوادیه
7. محله شهید آیت الله دستغیب
8. محله کوی حاجیان
9. محله شهرک طالقانی
10. محله گلزرد
11. محله کوی امام حسین (ع)
12. محله مهدیه
13. شهرک شهید حیدری
14. شهرک امیر کبیر
15. شهرک امام سجاد (ع)
16. محله خاقانی
17. محله (خیابان) حافظ
18. محله در سرداب

## فرهنگ
زنگوله یا زنگله یک مقام موسیقی است. در موسیقی قدیم ایران، زنگوله یکی از دوازده مقام اصلی بوده است. در برخی از متون از این مقام با نام نهاوند هم یاد شده است.
سوغات نهاوند :از جمله سوغات این شهرستان می‌توان به خمیر صنل، کلوا، حلوا گردویی و گز آردی که مختص نهاوند است اشاره کرد، همچنین نقل، گردو، عسل، شیره انگور، ترخینه هم از دیگر سوغاتی‌های معروف نهاوند است.
کتابخانه :
1. کتابخانه آیت الله نهاوندی (ساختمان ارشاد)
2. کتابخانه شهید حیدری
3. کتابخانه امام علی (ع)
4. کتابخانه امید صبا
5. کتابخانه شهدا پای قلعه

'

## افراد سرشناس
- عین‌الله سوری
- سعید ابراهیمی
- اردشیر خزایی
- بنیامین نهاوندی
- عزیزالله بیات
- پیروز نهاوندی
- جنید بغدادی
- ناصر حبیبیان
- حسن بهرام‌نیا
- حشمت‌الله قضایی
- محمدباقر خسروی (کارگردان)
- زهرا خواجوی
- هومن ذکایی
- حسین ذوالفقاری
- محمد رضایی (کشتی‌گیر، زاده ۱۳۵۷)
- مهدی سنایی
- علی‌اکبر سیف
- ولی‌الله سیف
- سیف‌الله غیاثوند
- غلامرضا شهبازی
- سعید شهروز
- فرود ظفری
- عبدالباقی نهاوندی
- محمدرضا عبدالملکیان
- محمد قاسم‌زاده
- علی قدوسی
- حشمت‌الله کامرانی
- محمدتقی کاویانی‌پور
- بهاءالدین کهبد
- مهدی کیانی (بازیکن فوتبال، زاده ۱۳۶۵)
- گروس عبدالملکیان
- مرشد چلویی
- ابوتراب مظهری
- علی‌همت مومی‌وند
- حسن نجاریان
- احمد نهاوندی
- جلال نهاوندی
- هوشنگ بازوند
- علی یونسی
- سعید صدیقی فر (داروساز)